# Liste der Monuments historiques in Château-sur-Allier
Die Liste der Monuments historiques in Château-sur-Allier führt die Monuments historiques in der französischen Gemeinde Château-sur-Allier auf.

## Liste der Bauwerke
| Bezeichnung                                           | Beschreibung                       | Standort | Kennzeichnung | Schutzstatus   | Datum     | Bild |
| ----------------------------------------------------- | ---------------------------------- | -------- | ------------- | -------------- | --------- | ---- |
| Château de Saint-Augustin (Fotos in der Base Mérimée) | Schloss, erbaut im 18. Jahrhundert | (Lage)   | PA00093049    | Classé Inscrit | 1969 2006 |      |

## Liste der Objekte
| Bezeichnung                                                                       | Beschreibung                             | Standort                        | Kennzeichnung | Schutzstatus | Datum | Bild |
| --------------------------------------------------------------------------------- | ---------------------------------------- | ------------------------------- | ------------- | ------------ | ----- | ---- |
| Skulptur Jungfrau Maria                                                           | Stein                                    | in der Kirche St-Maurice (Lage) | PM03001623    | Inscrit      | 1989  |      |
| Pietà                                                                             | Holz, polychrom gefasst, 16. Jahrhundert | Privateigentum                  | PM03001558    | Inscrit      | 2006  |      |
| Zwei Skulpturen: Heiliger Michael und heiliger Mammes (Fotos in der Base Palissy) | Holz, vergoldet, 16. Jahrhundert         | in der Kirche St-Maurice (Lage) | PM03000076    | Classé       | 1918  |      |